# Sport Club Alcamo 2002-2003
La stagione 2002-2003 dello Sport Club Alcamo è stata la quinta disputata in Serie A2 femminile.
La società trapanese si è classificata al dodicesimo posto in A2 ed è retrocessa dopo i play-out.

## Verdetti stagionali
Competizioni nazionali
- Serie A2:

stagione regolare: 12º posto su 14 squadre (7-19);
play-off: eliminata al secondo turno da Catania (x-x).

## Rosa
| Giocatrici |
| ---------- |

| N° | Naz.              | Ruolo | Sportivo            | Anno | Alt. |  |
| -- | ----------------- | ----- | ------------------- | ---- | ---- |  |
|    | Italia (bandiera) | P     | Laura Belcore       |      |      |  |
|    | Italia (bandiera) | P     | Valeria Carnemolla  | 1982 | 168  |  |
|    | Italia (bandiera) | P     | Elena Mancuso       |      |      |  |
|    | Italia (bandiera) | PG    | Loredana Costantino | 1973 | 170  |  |
|    | Italia (bandiera) | G     | Cristina La Manica  |      |      |  |
|    | Italia (bandiera) | G     | Roberta Laudicina   |      |      |  |
|    | Italia (bandiera) | A     | Loretta Vaccaro     | 1973 | 180  |  |
|    | Italia (bandiera) | A     | Dalila Cucchiara    | 1979 | 185  |  |
|    | Italia (bandiera) | A     | Antonella Mirrione  |      |      |  |
|    | Italia (bandiera) | A     | Simona Adorni       | 1975 | 185  |  |
|    | Italia (bandiera) | C     | Daniela Grande      | 1966 |      |  |
|    | Italia (bandiera) | C     | Silvia Brum         | 1971 |      |  |
|    | Italia (bandiera) |       | Liotti              |      |      |  |

| Staff tecnico          |
| ---------------------- |
| Allenatore: Vito Amato |